# Akira Araki
Pour les articles homonymes, voir Araki.
Akira Araki (あらきあきら, Araki Akira) est un mangaka japonais spécialisé dans le hentai. Il s'exprime en particulier dans le genre lolicon.
Cet auteur écrit aussi sous les pseudonymes d'Arakim et de Shishamo House (ce dernier en duo avec son épouse Kanao Araki).

## Œuvres
- Dakko ga Daisuki - 抱っこがだいすき (25/04/1997)
- Soft x Hard - ソフトにハードに (10/09/1997)
- Ikenai Onedari - いけないおねだり (10/07/1998)
- Tanoshii Asobi - たのしいあそび (18/12/2000)
- Usagi cafe - うさぎカフェ (30/01/2001)
- Kimagure love heart - 気まぐれラブハート (16/07/2001)
- Kimagure love heart 2 - 気まぐれラブハート2 (18/04/2002)
- Hadaka no Ningyou - 裸の人形 (11/01/2003)
- Yoru ni aetara - 夜に会えたら (20/11/2003)
- Otona ni naritai - おとなになりたい (20/12/2003)
- Ecchi na uwasa - えっちなウワサ (20/07/2005)
- Half And Half - ハーフあんどハーフ
- Sweet Chotto - すいーとちょっと
- Te ni oenai - てにおえないツ